# Strömsunds kommunblock
Strömsunds kommunblock var ett tidigare kommunblock i Jämtlands län.

## Administrativ historik
Den 1 januari 1964 grupperades Sveriges 1006 dåvarande kommuner i 282 kommunblock som en förberedelse inför kommunreformen 1971. Strömsunds kommunblock bildades då av Ströms landskommun och Frostvikens landskommun. Kommunblocket hade vid bildandet 9 846 invånare.
1967 delades kommunblocken in i A-regioner och Strömsunds kommunblock kom då att tillhöra Östersunds a-region.
1970 uppgick Hammerdals kommunblock samt en del av Ramsele kommunblock (Fjällsjö landskommun) i Strömsunds kommunblock.
1974 bildades "blockkommunen" Strömsund av kommunerna i området och kommunblocket upplöstes.